# جانگوآ
جانگوآ (چینی: 彰化縣) یک شهر در تایوان است که در شهرستان جانگوآ واقع شده‌است.

## خصوصیات
جانگوآ ۶۵٫۶۸ کیلومترمربع مساحت و ۲۳۵٬۰۲۲ نفر جمعیت دارد.

## نگارخانه

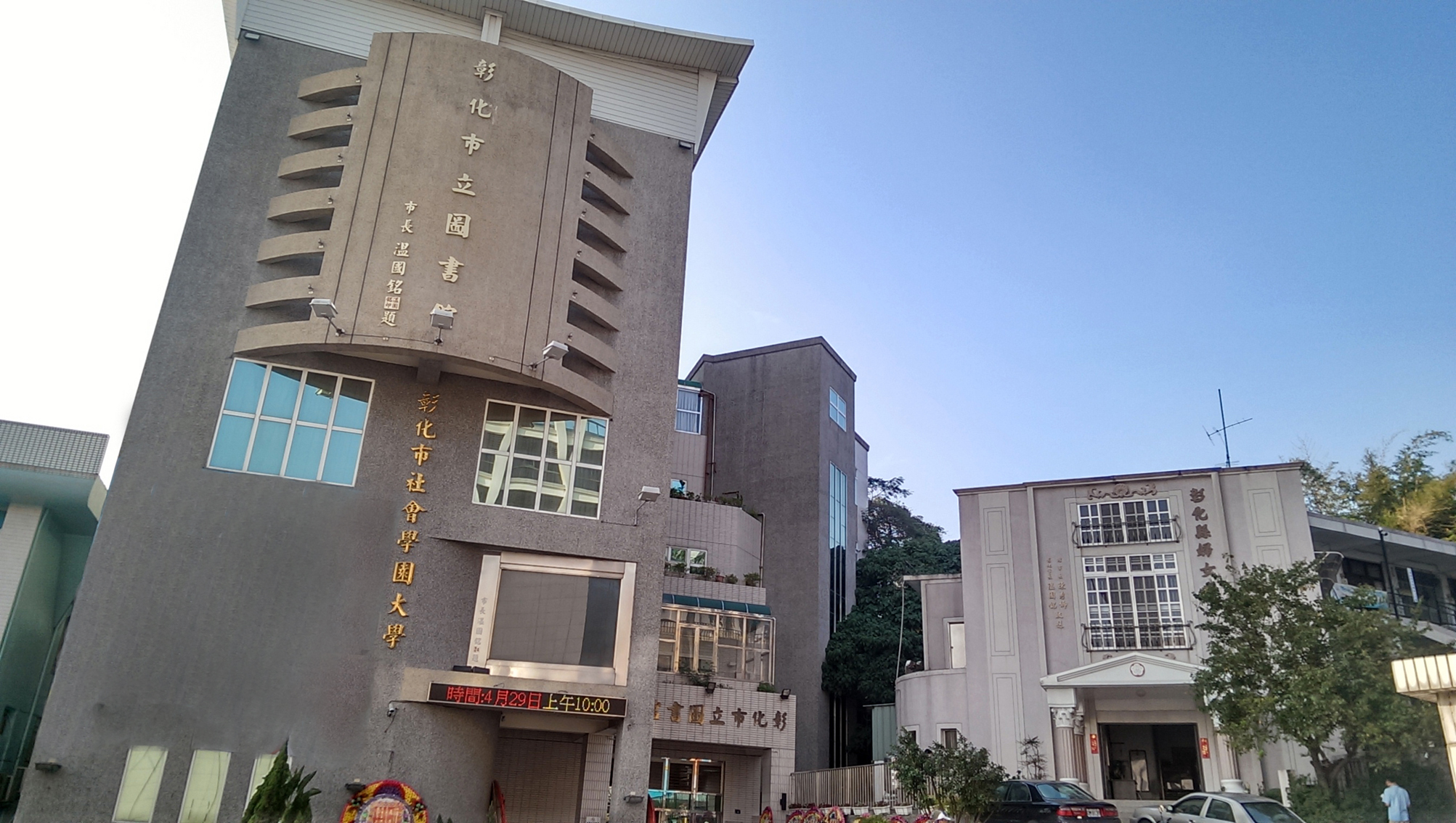
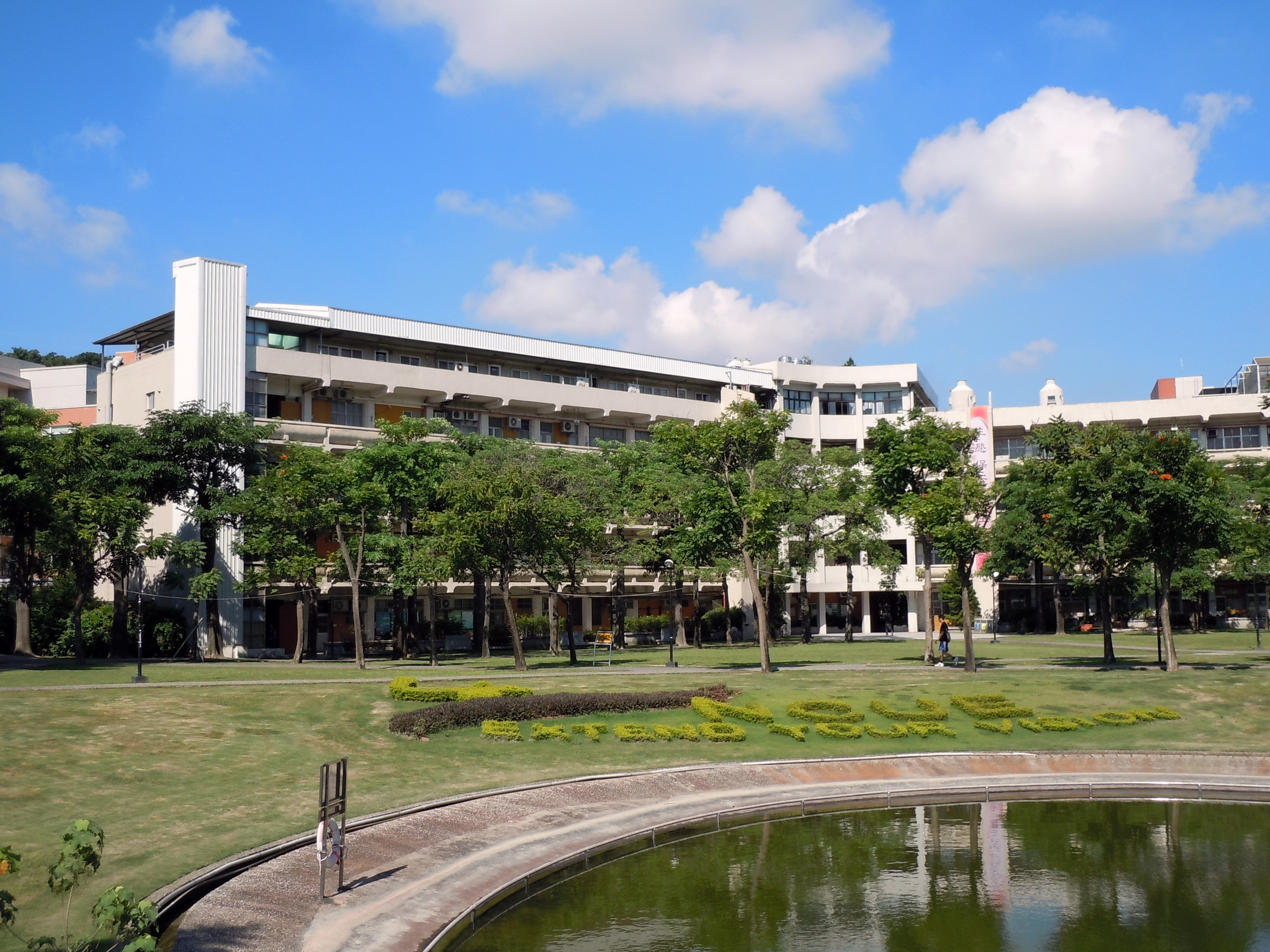
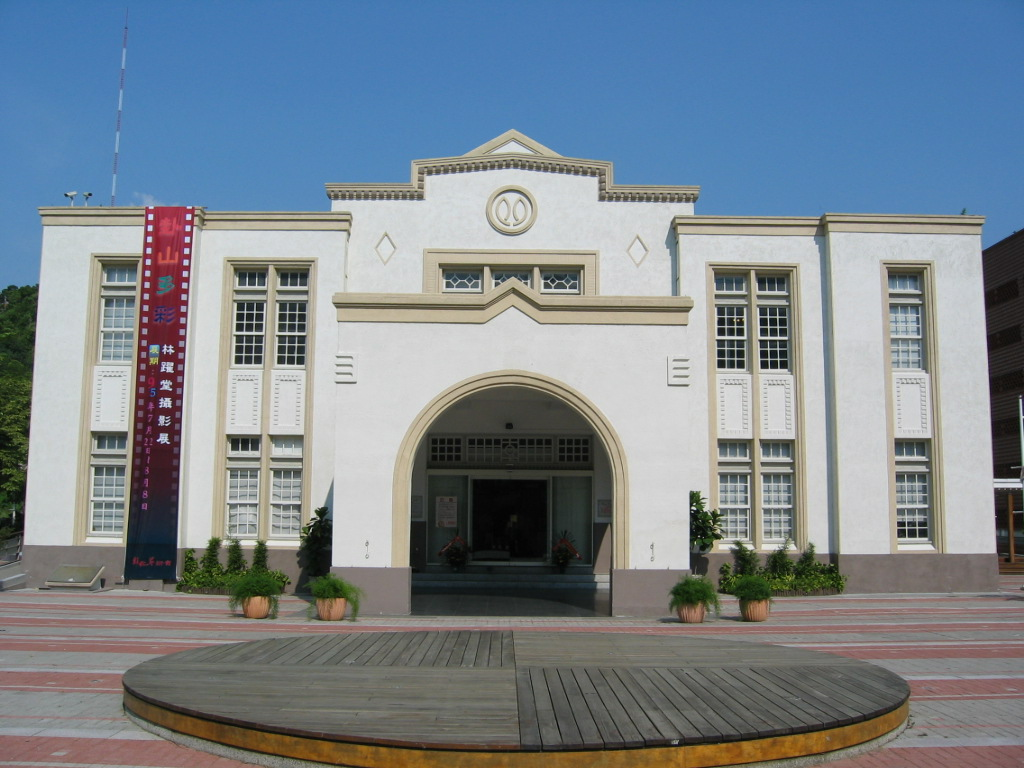
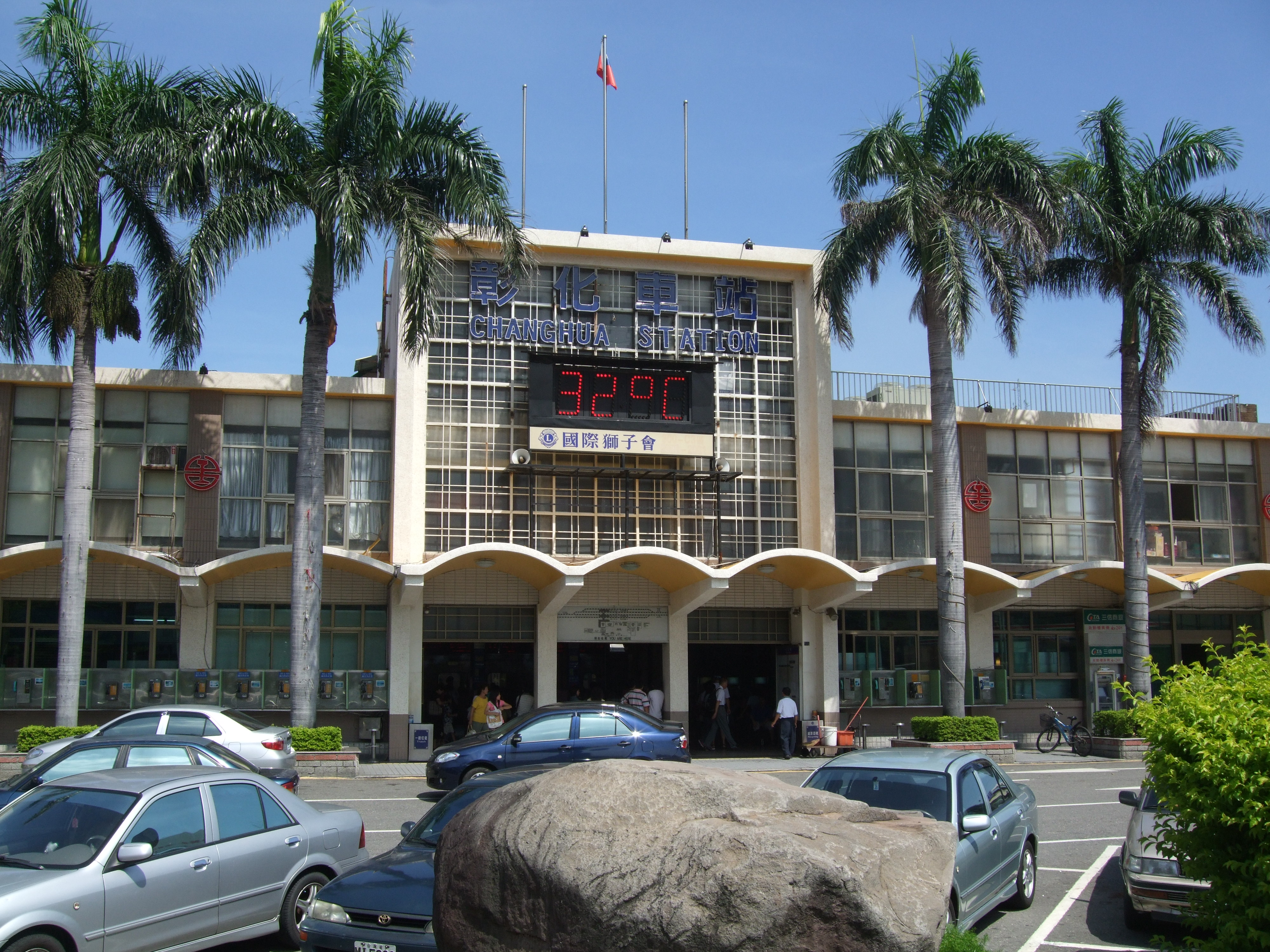